# Terellia megalopyge
Terellia megalopyge är en tvåvingeart som först beskrevs av Erich Martin Hering 1936.  Terellia megalopyge ingår i släktet Terellia och familjen borrflugor. Inga underarter finns listade i Catalogue of Life.